# رواية متعددة الأصوات
الرواية المتعددة الأصوات أو الرواية البوليفونية (بالإسبانية: Novela polifónica)‏ هي سمة من سمات السرد القصصي ونوع أدبي للرواية الحديثة الذي يفسر الواقع من عدة وجهات نظر متراكبة في آن واحد، ولا تعتمد فحسب على وجهة نظر وحيدة. ويصبح الواقع بداخلها أمرًا معقدًا للغاية، ولا يحاول فقط إعادة إنتاجها ولكنه يهدف إلى استبدالها داخل محيطها الأدبي، حيث تطيل السرد أكثر مما هو معتاد وتصبح الرواية عملًا كونيًا. وهو نوعٌ أدبيٌّ سيحدث تأثيرًا كبيرًا في وقت لاحق على الأعمال الروائية الأوروبية، من خلال تناول ما تم تسميته بالكتابة غير المشروطة والتي تمكن الفنان من إظهار كل ما هو ملحمي وغنائي وتراجيدي وكوميدي ونثري وشعري وحواري وخطابي وخرافي وفلسفي وأسطوري في محاكاة ساخرة حقيقية لجميع الأنواع الأدبية. في الرواية متعددة الألحان تتداخل وجهات النظر المختلفة حتى تصل إلى مستوى من التعقيد وتندمج مع الحقيقة ذاتها، متجاوزة بما في ذلك أنماط ما وراء الخيال. وفي تلك الفترة، كان يمكن كتابة الشعر الملحمي أيضًا بالنثر. تم تقديم هذا المفهموم لأول مرة مع الفيلسوف اللغوي الروسي ميخائيل باختين، استنادًا إلى مفهوم تعدد الأصوات الموسيقية. وأدعى باختين أن تعدد الأصوات والهيتروغلوسيا -اختلاف النطق- هي سمة من السمات المميزة للرواية بوصفها نوعًا أدبيًا. واحتذى باختين بنثر الكاتب الروسي فيودور دوستويفسكي، في تعدد الأصوات، حيث جادل باختين أن روايات دوستويفسكي، على عكس الروائيين السابقيين، لا تبدو أنها تهدف إلى سرد رؤية واحدة، بل تذهب أبعد من مجرد وصف حالات من زوايا مختلفة، وكان ذلك في كتابه مشكلات في شعرية دوستويفسكي الذي نُشر عام 1984. وقد تولدت الروايات الدرامية عند دوستويفسكي كاملة من أفكار وآراء متضاربة الحروف إلى وضع غير متساوٍ في أوجهها مثل روايته الإخوة كارامازوف.
كانت رواية دون كيخوتي لميجيل دي ثيربانتس نقطة انطلاق لهذا النوع الأدبي للرواية الحديثة المسمى بالرواية متعددة الألحان، والتي أظهرت تأثيرًا كبيرًا على الأعمال الروائية الأوروبية التي تلتها في وقت لاحق.

## الحداثة وأمثلة معاصرة
- فيرجينيا وولـف-السيدة دالواي.
- جيمس جويس-عوليس.
- ميلفين بورغيس رواية غير مرغوب به.
- ألكسندر برخانوف رواية  ستمائة سنة بعد المعركة.
- إيرفين ويلش رواية المهتم.
- مالوري بلاكمان.
- دريك والكوت :رواية أومراس.
- أيون كولفر: سلسلة أرتميس فاول
- باولو كويلو: ساحرة بورتوبيللو.
- ألكسندر سولجنيتسينرواية  سرطان الكلمة، فرواية  ي الدوار الأول، رواية العجلة الحمراء.
- إي. إم. فورستر: رواية العبور إلى الهند.
- هيرمان ووك: رواية رياح الحرب ،رواية الحرب والذكرى، الأمل، رواية المجد.
- روبرتو بولانيو: رواية المخبرون الهمجيون
- بول أوستر: رواية حديقة الغروب.
- فريد دي أغيار: رواية طول ذاكرة
- نجيب محفوظ: أفراح القبة، حديث الصباح والمساء,ميرامار (رواية)
- فتحي غانم:الرجل الذي فقد ظله
- جمال الغيطاني: الزيني بركات
- يوسف القعيد: يحدث في مصر الآن
- لعبة النسيان: محمد برادة